# Histoire de pingouins
Pour plus de détails, voir Fiche technique et Distribution.
Histoire de pingouins (Peculiar Penguins) est un court métrage d'animation américain de la série des Silly Symphonies réalisé par Walt Disney pour United Artists et sorti en 1934.

## Synopsis
Un couple de manchots de l'Antarctique, Peter et Polly, se retrouvent séparés. La femelle Polly est prise au piège sur un morceau de glace qui dérive tandis qu'un requin tente de la dévorer. Peter se lance à son secours et seules la chance et la perspicacité arriveront à réunir le couple sous les aurores australes.

## Fiche technique
- Titre original : Peculiar Penguins
- Titre français : Histoire de pingouins
- Autres titres[2]:
  - Allemagne :  Der Verliebte Pinguin
  - Espagne : Pingüinos peculiares
  - Suède : Herrskap i frack
- Série : Silly Symphonies
- Réalisation : Wilfred Jackson
- Scénario[3] : Bill Cottrell
- Décors : Carlos Manriquez
- Layout : Hugh Hennesy
- Conception des personnages : Albert Hurter
- Animation[3] :
  - Équipe principale : Art Babbitt, Frenchy de Trémaudan, Hamilton Luske, Dick Huemer, Clyde Geronimi
  - Équipe de Ben Sharpsteen : Nick George, Archie Robin, Louie Schmitt
- Musique[3] : Leigh Harline
- Production : Walt Disney
- Société de production : Walt Disney Productions
- Société de distribution : United Artists
- Pays :  États-Unis
- Langue : anglais
- Format : couleur (Technicolor - 35 mm - 1,37:1 - son mono (RCA Sound System[2])
- Durée : 9 min 13
- Dates de sortie :
  - États-Unis :
    - 1er septembre 1934 (annoncée)[2],[4]
    - Première à Los Angeles : 19 au 30 septembre 1934 au United Artists en première partie de Le Retour de Bulldog Drummond de Roy Del Ruth
    - Première à New York : 6 au 19 septembre 1934 au Radio City Music Hall en première partie de Une nuit d'amour de Victor Schertzinger

## Distribution

### Voix originales
- Clarence Nash : Penguins (pingouins) / Shark (requin)
- Jimmie Cushman : chanteur
- Lester Dorr : chanteur
- Jack Mower : chanteur

### Voix françaises

#### 1erdoublage, (date inconnue)
- Georges Milton : soliste

#### 2edoublage, (1996)
- Georges Costa, Michel Costa : soliste

## Commentaires
Bien que le film soit sans paroles, les personnages ont été baptisés Peter et Polly dans le scénario ainsi que les supports de productions. Les effets vocaux des pingouins sont interprétés par Clarence Nash, voix de Donald à l'époque.
À des fins d'amélioration de la qualité graphique, des pingouins vivant ont été amenés au studio pour observation et des séances de poses. L'événement a été relaté et les photographies montrées dans le New York Times et Woman's Home Companion.
L'histoire est parue dans la presse américaine de manière dominicale avant la sortie du film du 1er juin au 9 septembre 1934. C'est aussi la troisième Silly Symphonies adaptée en bande-dessinée.